# Bão Rita (1978)
Bão Rita là cơn bão tàn phá Philippines vào tháng 10 năm 1978.

## Lịch sử khí tượng
Áp thấp nhiệt đới 28W hình thành vào ngày 15 tháng 10. Ba ngày rưỡi sau, nó mạnh lên thành một cơn bão nhiệt đới. Đến cuối ngày 19, Rita trở thành bão cuồng phong. Vào ngày 23, Rita đạt đỉnh với áp suất trung tâm tối thiểu 878 mbar, chỉ cao hơn kỷ lục của cơn bão Tip 8 mbar. Sau khoảng 3 ngày liên tiếp duy trì cường độ siêu bão cấp 5, Rita suy yếu xuống một cấp và đổ bộ lên Luzon. Duy trì là bão cuồng phong khi vượt Luzon, Rita tiến vào Biển Đông với cường độ bão cấp 1, suy yếu dần và tan gần bờ biển Việt Nam. Tại Philippines, cơn bão gây tổn thất nghiêm trọng về người và của, dù vậy con số thiệt hại chính xác đã không được biết đến.
| Bão | Mùa bão | Áp suất | Áp suất |
| Bão | Mùa bão | hPa     | inHg    |
| --- | ------- | ------- | ------- |
| Tip | 1979    | 870     | 25.7    |
| June | 1975    | 876     | 25.9    |
| Nora | 1973    | 877     | 25.9    |
| Ida | 1958    | 877     | 25.9    |
| Kit | 1966    | 880     | 26.0    |
| Rita | 1978    | 880     | 26.0    |
| Vanessa                                                                                                   | 1984    | 880     | 26.0    |
| Irma | 1971    | 884     | 26.1    |
| Nina | 1953    | 885     | 26.1    |
| Joan | 1959    | 885     | 26.1    |
| Forrest                                                                                                   | 1983    | 885     | 26.1    |
| Megi | 2010    | 885     | 26.1    |
| Nguồn: Những phân tích theo dõi bão chính xác nhất của JMA Thông tin cho khu vực Tây Bắc Thái Bình Dương. |         |         |         |